# Reprezentacja Łotwy na żużlu
Reprezentacja Łotwy na żużlu – grupa żużlowców reprezentujących Republikę Łotewską w sportowych imprezach międzynarodowych. Za jej funkcjonowanie odpowiedzialny jest Latvijas Motosporta federācija (LaMSF).

## Kadra
Następujący żużlowcy zostali nominowani do reprezentowania Łotwy w zawodach w zawodach FIM i FIM Europe w sezonie 2023:
Seniorzy:
- Andžejs Ļebedevs
- Daniils Kolodinskis
- Jevgeņijs Kostigovs
- Oļegs Mihailovs

Juniorzy:
- Ričards Ansviesulis
- Francis Gusts
- Artjoms Juhno
- Ernests Matjušonoks

Klasa 250 cm³:
- Damirs Fiļimonovs
- Emīls Rimicāns

## Osiągnięcia

### Mistrzostwa świata
Drużynowe mistrzostwa świata juniorów
- 3. miejsce (1): 2023

Indywidualne mistrzostwa świata juniorów
- 3. miejsce (2):
  - 2010 – Maksims Bogdanovs
  - 2020 – Oļegs Mihailovs

### Mistrzostwa Europy
Drużynowe mistrzostwa Europy juniorów
- 3. miejsce (4): 2017, 2018, 2020, 2021

Mistrzostwa Europy par
- 2. miejsce (3): 2012, 2020, 2025
- 3. miejsce (3): 2016, 2019, 2021

Mistrzostwa Europy par juniorów
- 1. miejsce (1): 2021
- 2. miejsce (1): 2022

Indywidualne mistrzostwa Europy
- 1. miejsce (2):
  - 2017 – Andžejs Ļebedevs
  - 2024 – Andžejs Ļebedevs

Indywidualne mistrzostwa Europy juniorów
- 1. miejsce (1):
  - 2021 – Francis Gusts
- 2. miejsce (2):
  - 2005 – Ķasts Puodžuks
  - 2013 – Andžejs Ļebedevs
- 3. miejsce (1):
  - 2014 – Andžejs Ļebedevs

### Pozostałe
Puchar Europy par U-19
- 2. miejsce (2): 2019, 2020
- 3. miejsce (1): 2018

Indywidualny Puchar Europy U-19
- 3. miejsce (1):
  - 2018 – Oļegs Mihailovs

## Łotewscy Mistrzowie Europy
| Imię i nazwisko     | Tytuły ME | Indywidualni (od 2001) | Indywidualni (od 2001) | Pary (od 2004) | Pary (od 2004) | Drużynowi (od 2022) | Drużynowi (od 2022) | Tytuły MEJ | Indywidualni U-19 (od 1998) | Indywidualni U-19 (od 1998) | Pary U-19 (od 2021) | Pary U-19 (od 2021) | Drużynowi U-24 (od 2008) | Drużynowi U-24 (od 2008) | Tytuły łącznie |
| Imię i nazwisko     | Tytuły ME | Łącznie                | Lata                   | Łącznie        | Lata           | Łącznie             | Lata                | Tytuły MEJ | Łącznie                     | Lata                        | Łącznie             | Lata                | Łącznie                  | Lata                     | Tytuły łącznie |
| ------------------- | --------- | ---------------------- | ---------------------- | -------------- | -------------- | ------------------- | ------------------- | ---------- | --------------------------- | --------------------------- | ------------------- | ------------------- | ------------------------ | ------------------------ | -------------- |
| Ričards Ansviesulis |           |                        |                        |                |                |                     |                     | 1          |                             |                             | 1                   | 2021                |                          |                          | 1              |
| Francis Gusts       |           |                        |                        |                |                |                     |                     | 2          | 1                           | 2021                        | 1                   | 2021                |                          |                          | 2              |
| Andžejs Ļebedevs    | 2         | 2                      | 2017, 2024             |                |                |                     |                     |            |                             |                             |                     |                     |                          |                          | 2              |
| Ernests Matjušonoks |           |                        |                        |                |                |                     |                     | 1          |                             |                             | 1                   | 2021                |                          |                          | 1              |